# راندي سكوت
راندي سكوت (بالإنجليزية: Randy Scott)‏ هو سياسي أمريكي، ولد في 16 مارس 1946 في الولايات المتحدة، وتوفي بنفس المكان في 5 ديسمبر 2015. حزبياً، نشط في الحزب الجمهوري. وقد انتخب عضو مجلس ولاية كارولاينا الجنوبية.